# Rubus hochstetterorum
Rubus hochstetterorum är en rosväxtart som beskrevs av Moritz August Seubert. Rubus hochstetterorum ingår i släktet rubusar, och familjen rosväxter. Inga underarter finns listade i Catalogue of Life.